# シビリル
シビリル （Sibiril）は、フランス、ブルターニュ地域圏、フィニステール県のコミューン。

## 歴史
シビリルは、ブルターニュ有数の旧家であるパンファンテニョ家（fr）発祥の地である。カエサリア大司教であったクリストフ・ド・シュフォンテーヌは、1512年にシビリルで生まれている。

## 人口統計
| 1962年 | 1968年 | 1975年 | 1982年 | 1990年 | 1999年 | 2006年 | 2010年 |
| ------ | ------ | ------ | ------ | ------ | ------ | ------ | ------ |
| 1467   | 1351   | 1228   | 1243   | 1200   | 1144   | 1218   | 1245   |

参照元:1999年までEHESS、2000年以降INSEE

## 史跡
- ケルゼレ城（fr） - 15世紀にブルターニュ公ジャン5世に仕えていたジャン・ド・ケルゼレによって築かれた。
- モゲリエック港 - 小さな漁港

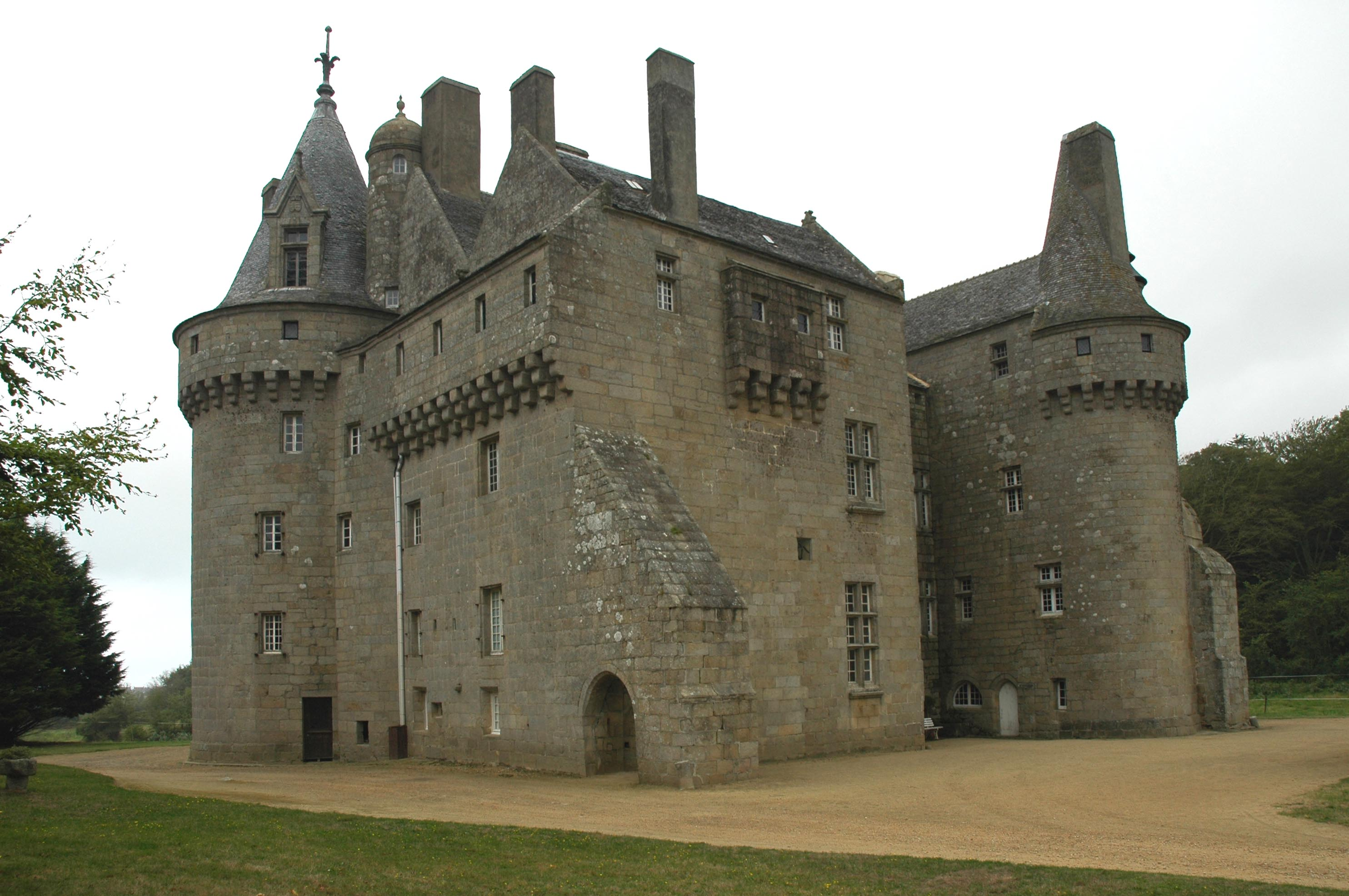
ケルゼレ城
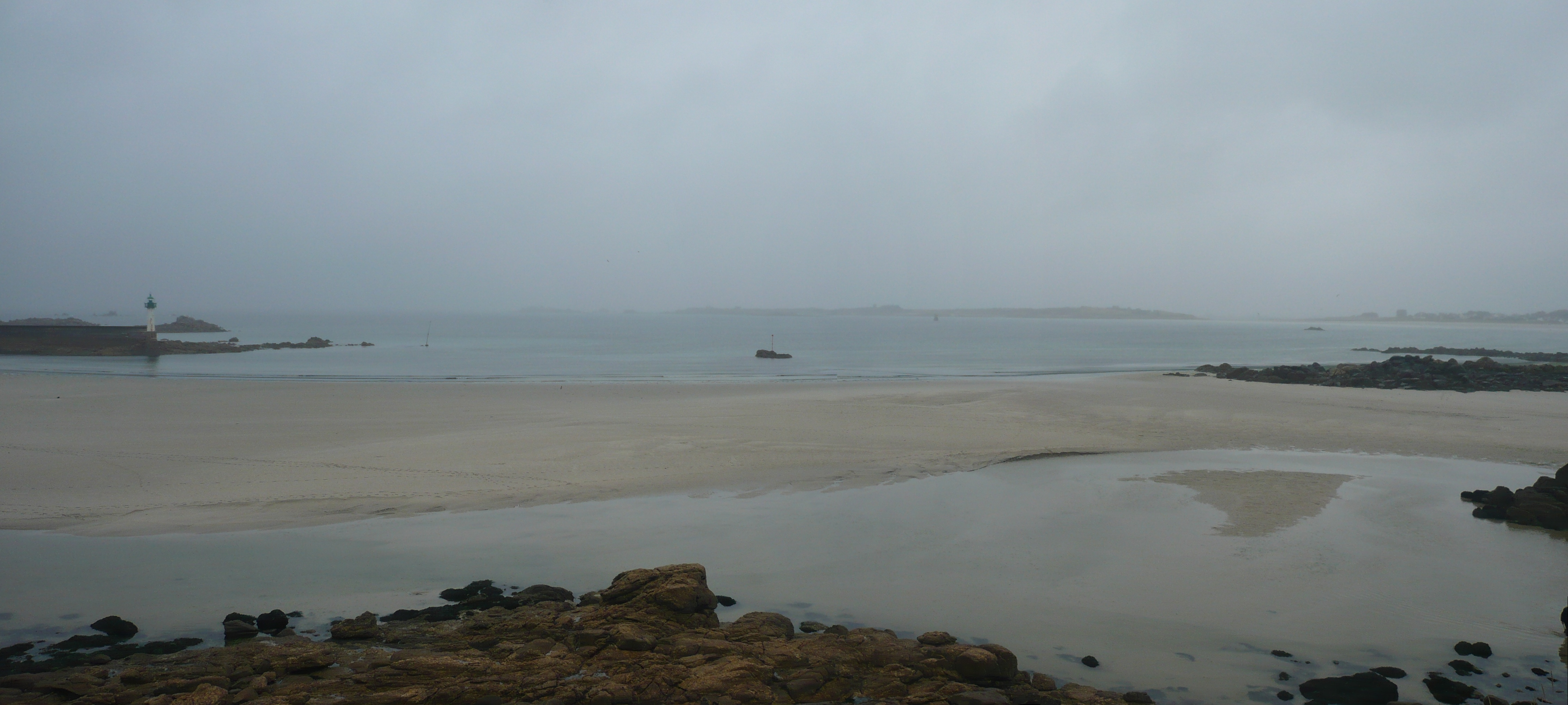
モゲリエックの港